# William Powell
William Horatio Powell (Pittsburgh, 29 de julio de 1892-Palm Springs, 5 de marzo de 1984)  fue un actor estadounidense. Su personaje más famoso es el detective Nick Charles, en la serie de películas de los años treinta y cuarenta The Thin Man (El hombre delgado, basadas en la novela homónima de Dashiell Hammett), donde hacía pareja con Myrna Loy, quien interpretaba a su esposa, Nora Charles. Fue candidato en tres ocasiones al premio Óscar.

## Infancia
Powell nació en Pittsburgh, Pensilvania, sus padres eran Nettie Manila Brady y Horatio Warren. En 1907 se trasladó con su familia a Kansas City, Misuri. Desde joven mostró aptitudes para la interpretación. Tras terminar su educación secundaria, con dieciocho años, se dirigió a estudiar a Nueva York en la American Academy of Dramatic Arts.

## Carrera cinematográfica
En 1912 después de haberse graduado en la AADA, trabajó en algunos vodeviles. Tras algunas experiencias con éxito en Broadway, en 1922 comenzó su carrera en Hollywood con un pequeño papel en una producción de Sherlock Holmes que protagonizaba John Barrymore.
La interpretación más famosa de Powell fue el papel de Nick Charles, El hombre delgado (The Thin Man), detective creado en la literatura por el escritor Dashiell Hammett. Powell rodó seis películas de El hombre delgado, empezando con La cena de los acusados (The Thin Man) en 1934. 

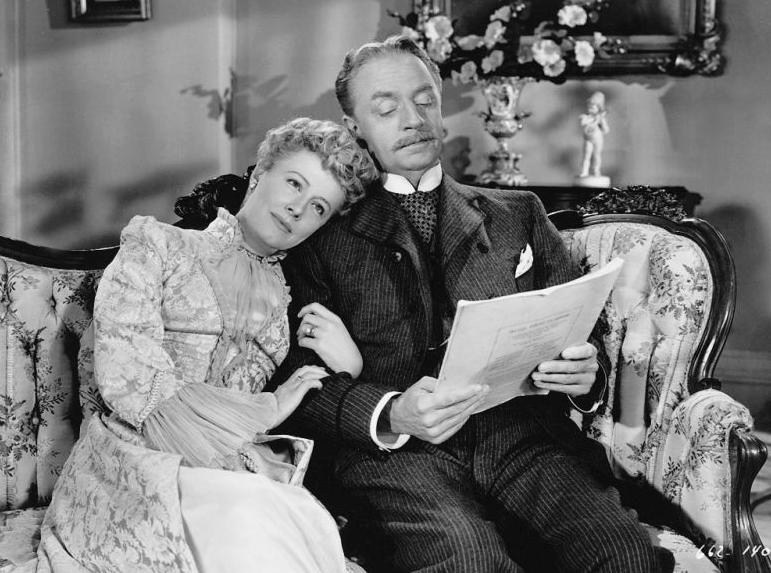
William Powell junto a Irene Dunne en Life with Father

La saga completa del "hombre delgado" es la siguiente:
- 1934 The Thin Man (La cena de los acusados)
- 1936 After the Thin Man (Ella, él y Asta)
- 1939 Another Thin Man (Otra reunión de acusados)
- 1941 Shadow of the Thin Man (La sombra de los acusados)
- 1944 The Thin Man Goes Home (El regreso de aquel hombre)
- 1947 Song of The Thin Man (La ruleta de la muerte)

En estas películas supo mostrar su gran encanto y un fino e ingenioso sentido del humor, por la primera película de la serie, recibió la que sería su primera candidatura a los Premios Óscar. Myrna Loy interpretaba el papel de su esposa, Nora. La pareja se hizo una de las más populares de Hollywood en esos años, llegando a compartir catorce películas, entre las que también destaca El gran Ziegfeld en 1936. Ese mismo año recibió su segunda candidatura a los premios de la Academia por su interpretación en la comedia Al servicio de las damas.
Otras de sus películas destacadas son El último adiós a la señora Cheyney (The Last of Mrs. Cheyney, 1937), Doble boda, 1937, Mi marido está loco, 1941 y Cómo casarse con un millonario en 1953. En 1947 recibió su tercera nominación para los Óscar por su trabajo en la película Vivir con papá. William Powell siguió trabajando durante los años 40 y 50, teniendo sus actuaciones más notables en Recursos de mujer de 1947, Cómo casarse con un millonario de 1953 y su última película Escala en Hawaii de 1955, con Henry Fonda, James Cagney y Jack Lemmon. En 1963, William Powell decidió retirarse del mundo del cine y se trasladó a vivir con su esposa, la también actriz Diana Lewis, a Palm Springs, donde residió hasta su muerte el 5 de marzo de 1984, a la edad de 91 años debido a un paro cardíaco.

## Premios y distinciones
Premios Óscar
| Año  | Categoría   | Película                                                      | Resultado |
| ---- | ----------- | ------------------------------------------------------------- | --------- |
| 1935 | Mejor actor | La cena de los acusados (The Thin Man)                        | Nominado  |
| 1937 | Mejor actor | Al servicio de las damas / La porfiada Irene (My Man Godfrey) | Nominado  |
| 1948 | Mejor actor | Recursos de mujer / Vivir con papá (Life with Father)         | Nominado  |